# Quatre peces per a piano, Op. 119 (Brahms)
Les Quatre peces per a piano (en alemany, Klavierstücke) Op. 119, són quatre peces compostes per Johannes Brahms el 1893. És l'última d'una sèrie de col·leccions per a piano que Brahms va agrupar com a Op. 116, 117 i 118. Van ser estrenades a Londres el gener de 1894.
Les quatre peces són 3 intermezzi i una rapsòdia.

## Anàlisi musical
Les tonalitat de les peces són:
1. Intermezzo, en si menor
2. Intermezzo, en mi menor
3. Intermezzo, en do major
4. Rapsòdia, en mi bemoll major

L'ambient poètic del primer intermezzo d'Op. 119 desmenteix el seu vague títol. En una carta de maig de 1893 a Clara Schumann, Brahms va escriure:

"Estic temptat de copiar una peça de piano petita per a tu, perquè m'agradaria saber com està d'acord amb això, que està plagat de dissonàncies. Aquests poden [ser] correctes i [es poden explicar], però potser van guanyar No us agradi el paladar, i ara m'hagués agradat, seria menys correcte, però més apetitós i agradable al vostre gust. La petita peça és excepcionalment melancòlica i "es juga molt lentament" no és una eufemonia. Cada barra i cada nota ha de sonar com un ritardando, com si algú volgués xuclar el malenconia de tots i cadascun, amb il·lusió i plaer per aquestes mateixes dissonàncies. Bon Senyor, aquesta descripció [segurament] despertarà el vostre desig ".

Clara Schumann quedà entusiasmada i li va demanar que enviés les altres peces del seu nou treball.
| No. 3, Intermezzo in C major                                                                 |
|                                                                                              |
| Enregistrat per Ossip Gabrilowitsch en un piano mecànic Welte-Mignon el 4 de juliol de 1905. |
|                                                                                              |

L'intermezzo en mi menor, la segona peça, pot considerar-se com a monotemàtica, encara que cada repetició del tema es transforma de manera significativa. La secció mitjana i la coda està en mi major (la tonalitat paral·lela).
La tercera peça, l'intermezzo en do major, es pot pensar que té una forma binària; la secció B començaria en el compàs 49 on apareix nou material musical.
En la darrera peça, la Rapsòdia en mi bemoll major, Brahms experimenta amb els ritmes i les durades de les frases; durant 60 compassos manté frases de cinc compassos.